# Notophthiracarus brevisetosus
Notophthiracarus brevisetosus är en kvalsterart som först beskrevs av Wojciech Niedbała 2006.  Notophthiracarus brevisetosus ingår i släktet Notophthiracarus och familjen Phthiracaridae. Inga underarter finns listade i Catalogue of Life.